# ONA B.
ONA B. (eigentlich Susanne Kibler; * 27. Jänner 1957 in Wien) ist eine österreichische Malerin, Fotografin und Installationskünstlerin.

## Leben
ONA B., geboren als Susanne Berger-Kibler, begann ihre Karriere nach dem Studium der Malerei an der Universität für angewandte Kunst 1980 in Wien, wo sie ihr Diplom bei Adolf Frohner erwarb.
1979 gründete sie die Künstlergruppe phoenix production. Seit 1987 bildet sie mit Evelyne Egerer, Birgit Jürgenssen und Ingeborg Strobl bzw. ab 1993 mit Lawrence Weiner die Künstlerinnengruppe Die Damen. Seit 2003 ist sie Mitglied der Gesellschaft bildender Künstlerinnen und Künstler Österreichs (Wiener Künstlerhaus).
ONA B. lebt heute in Wien, Bisamberg und Strasshof als freischaffende Künstlerin und Kuratorin.

## Werk

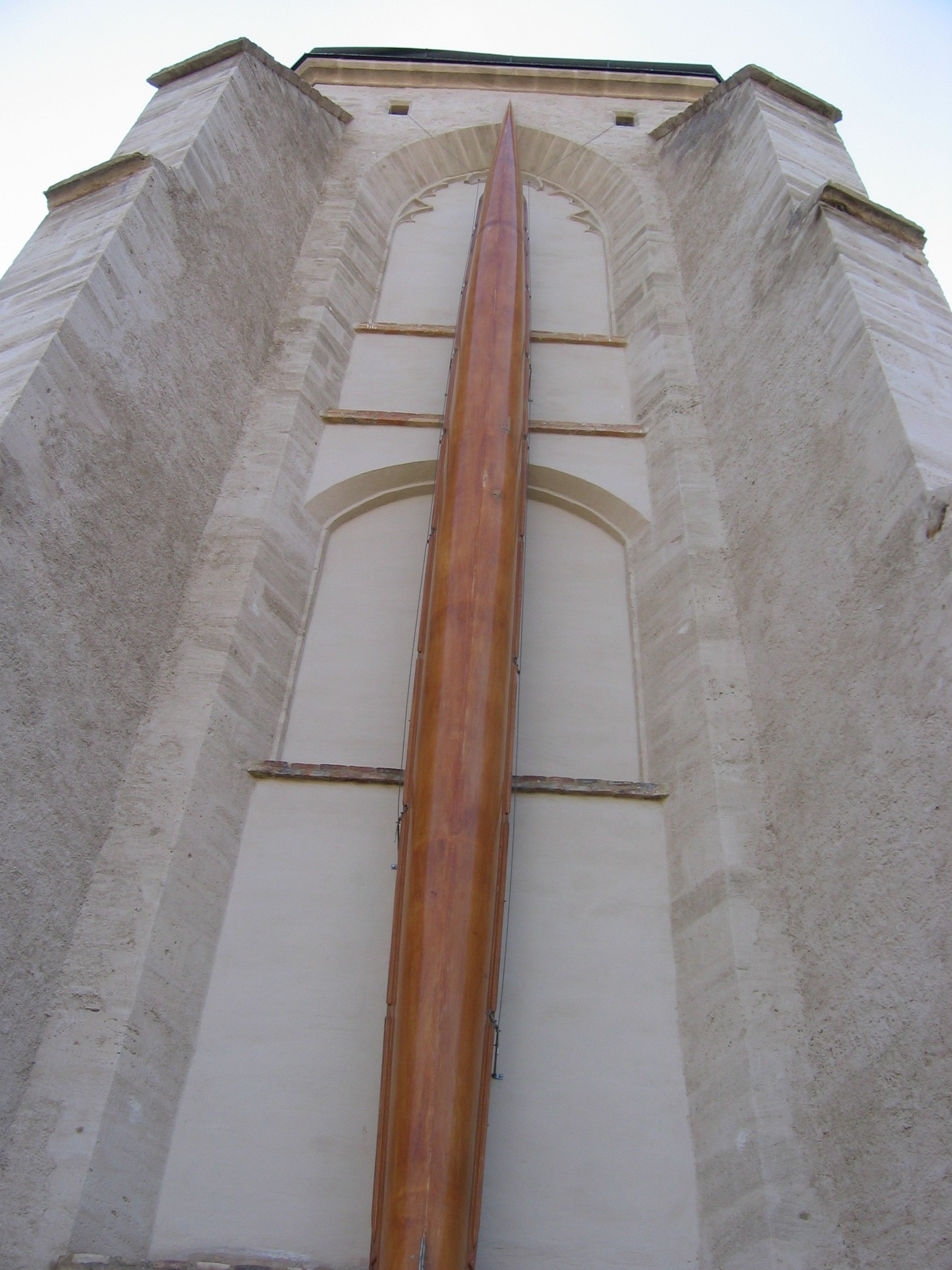
Ruderboot an der Minoritenkirche in Stein

ONA B. ist eine interdisziplinär schaffende Künstlerin, die mit vielen unterschiedlichen Medien arbeitet. Ihre Spezialgebiete sind die Malerei, Installation, Land Art, Foto, Film, Sound, Zeichnung und Konzeptkunst.
Wichtige Werke (Auswahl)
- In Luce: gemalter Raum – Secession Wien
- Zero Space: Installation Palais Harrach Wien + Egon Schiele Art Centrum
- Nigredo: Installation, Minoritenkirche Krems/Stein
- NIGREDO-Space: Künstlerhaus WIEN
- Scandal in Paradise: Installation / Baumhaus Leube – Skulpturengarten Salzburg
- Turkish Delight´s + Wagner – Extase: Plakatübermalungen
- Cut Out Icons – Secret Cuts: gemalte Serie
- Das Heu ist schon trocken in den Bergen: Land Art Installation Lech/Arlberg + Central Park New York
- Oneironaut + Dream Store + Traum Raum111: Serien gezeichneter und gemalter Träume

### Wichtige Stationen
- Biennale von Ankara 1990 und Biennale Venedig 1993 mit Den Damen
- Biennale von Kairo 1997 mit Tone Fink (Film Roll Over)
- Biennale in Peking 2008
- Biennale von Sinop 2014 – Sinopale 5 mit DREAM STORE (interaktives Projekt)

### Einzelausstellungen (Auswahl)
- 1991 Secession Wien
- 1992 Ricky Renier Gallery Chicago
- 1993 Museum Moderner Kunst in Prag
- 1994 Museum Moderner Kunst in Passau
- 1996 Haus der Kunst, Brünn
- 2000 Kameralamt, Museum der Stadt Waiblingen
- 2004 Kunstmuseum Shanghai
- 2003 Gallery Omotesando Tokyo
- 2005 MAK Nite, MAK Wien
- 2006 Wiener Künstlerhaus und NAMOC-Museum, Peking
- 2009 NH Museum Maastricht
- 2010 Egon Schiele Art Centrum, Český Krumlov
- 2012 Siemens Sanat Istanbul
- 2013 Interaktive Gallery Villa Becher Carlsbad
- 2014 Lomography Embassy Vienna
- 2015 Artothek Krems

## Auszeichnungen und Preise
- Preis der Österreichischen Postsparkasse für das Künstlerische Werk
- Anerkennungspreis für Fotografie des Landes Niederösterreich
- Staatsstipendium für bildende Kunst
- Bundesatelier für bildende Kunst
- 1. Preis Biennale Ankara (mit Den Damen)
- Förderpreis für bildende Kunst der Stadt Wien
- Anerkennungspreis für bildende Kunst des Landes Niederösterreich
- Römerquelle Fotopreis
- Preis Musikland Österreich
- Artist in Residence-Atelier Sammlung Leube – Salzburg
- Artist in Residence-Atelier Egon Schiele Art Centrum – Krumau
- Artist in Residence-Atelier Istanbul
- Artist in Residence-Schloss Klatovy/Klenova